# GParted
A GParted a GNOME hivatalos partíciószerkesztő alkalmazása, mely a GNU Parteden alapszik, és GTK+ felületet használ.
A program számos lehetőségek kínál adathordozók partícióinak, fájlrendszereinek kezelésére. Bővebben lásd a mellékelt táblázatot lent. Hasznos eszköz, amikor új operációs rendszerekhez helyet készítünk, átszervezzük a merevlemez tartalmát, elrendezését. Továbbá adatok másolásához, és partíciók tükrözéséhez is alkalmazható.
A GParted a libparted-et használja, hogy azonosítsa és kezelje az eszközöket, és a partíciós táblákat, miközben bővítményekkel számos olyan fájlrendszert és eszközt támogat, amelyeket a libparted önmagában még nem. Ezek a csomagok futás közben is telepíthetőek, így nem szükséges újrafordítani (rebuild) a GPartedet.
A GPartedet C++-ban írták, a gtkmm-et használva és hozzá a GTK+-t, mint grafikus felületet. A felület tervezésénél a legfontosabb célok az egyszerűség, áttekinthetőség, a könnyű kezelhetőség voltak.
A program elérhető Live CD és Live USB (telepítés-mentes) verziókban, Slackware, Knoppix, és egyéb kiadásban, valamint a legújabb 2.6-os Linux kernelre épülve is. Ezek mind a Debian GNU/Linux rendszeren alapulnak, és folyamatosan frissítik a legújabb GParted kiadáshoz. A Live USB verzió megegyezik a Live CD-vel, kivéve néhány módosított boot szkriptet.
Ezt a programot nem szabad összetéveszteni a GNU Parted-del, amely parancssoros programot a Free Software Foundation adott ki.

## Támogatott fájlrendszerek és partíciótípusok
A GParted a következő lehetőségeket és fájlrendszereket támogatja (amennyiben a fordításkor minden szükséges eszköz megtalálható a rendszeren) 
|              | Azonosítás | Olvasás | Létrehozás | Növelés | Zsugorítás | Mozgatás | Másolás | Ellenőrzés | Címkézés | UUID |
| ------------ | ---------- | ------- | ---------- | ------- | ---------- | -------- | ------- | ---------- | -------- | ---- |
| BitLocker    | Igen       | Nem     | Nem        | Nem     | Nem        | Nem      | Nem     | Nem        | Nem      | Nem  |
| Btrfs        | Igen       | Igen    | Igen       | Igen    | Igen       | Igen     | Igen    | Igen       | Igen     | Igen |
| crypt / LUKS | Igen       | Igen    | Nem        | Igen    | Igen       | Igen     | Igen    | Nem        | Nem      | Nem  |
| exFAT        | Igen       | Nem     | Nem        | Nem     | Nem        | Igen     | Igen    | Nem        | Nem      | Nem  |
| ext2         | Igen       | Igen    | Igen       | Igen    | Igen       | Igen     | Igen    | Igen       | Igen     | Igen |
| ext3         | Igen       | Igen    | Igen       | Igen    | Igen       | Igen     | Igen    | Igen       | Igen     | Igen |
| ext4         | Igen       | Igen    | Igen       | Igen    | Igen       | Igen     | Igen    | Igen       | Igen     | Igen |
| F2FS         | Igen       | Nem     | Igen       | Nem     | Nem        | Igen     | Igen    | Nem        | Nem      | Nem  |
| FAT16        | Igen       | Igen    | Igen       | Igen    | Igen       | Igen     | Igen    | Igen       | Igen     | Igen |
| FAT32        | Igen       | Igen    | Igen       | Igen    | Igen       | Igen     | Igen    | Igen       | Igen     | Igen |
| HFS          | Igen       | Igen    | Igen       | Nem     | Igen       | Igen     | Igen    | Nem        | Nem      | Nem  |
| HFS+         | Igen       | Igen    | Igen       | Nem     | Igen       | Igen     | Igen    | Igen       | Nem      | Nem  |
| JFS          | Igen       | Igen    | Igen       | Igen    | Nem        | Igen     | Igen    | Igen       | Igen     | Igen |
| swap         | Igen       | Igen    | Igen       | Igen    | Igen       | Igen     | Igen    | Nem        | Igen     | Igen |
| LVM2 PV      | Igen       | Igen    | Igen       | Igen    | Igen       | Igen     | Nem     | Igen       | Nem      | Nem  |
| NILFS2       | Igen       | Igen    | Igen       | Igen    | Igen       | Igen     | Igen    | Nem        | Igen     | Igen |
| NTFS         | Igen       | Igen    | Igen       | Igen    | Igen       | Igen     | Igen    | Igen       | Igen     | Igen |
| ReFS         | Igen       | Nem     | Nem        | Nem     | Nem        | Nem      | Nem     | Nem        | Nem      | Nem  |
| Reiser4      | Igen       | Igen    | Igen       | Nem     | Nem        | Igen     | Igen    | Igen       | Nem      | Nem  |
| ReiserFS     | Igen       | Igen    | Igen       | Igen    | Igen       | Igen     | Igen    | Igen       | Igen     | Igen |
| UDF          | Igen       | Igen    | Igen       | Nem     | Nem        | Igen     | Igen    | Nem        | Igen     | Igen |
| UFS          | Igen       | Nem     | Nem        | Nem     | Nem        | Igen     | Igen    | Nem        | Nem      | Nem  |
| XFS          | Igen       | Igen    | Igen       | Igen    | Nem        | Igen     | Igen    | Igen       | Igen     | Igen |
| ZFS          | Igen       | Nem     | Nem        | Nem     | Nem        | Nem      | Nem     | Nem        | Nem      | Nem  |

## Fordítás
- Ez a szócikk részben vagy egészben  a   GParted című angol Wikipédia-szócikk fordításán alapul.  Az eredeti cikk szerkesztőit annak laptörténete sorolja fel. Ez a jelzés csupán a megfogalmazás eredetét és a szerzői jogokat jelzi, nem szolgál a cikkben szereplő információk forrásmegjelöléseként.

## Külső hivatkozások
- GParted hivatalos weboldala
- GParted live stable aktuális verzió
- GParted live stable aktuális és korábbi verziók is